# Мотосимулятор
Мотосимулятор - програмне забезпечення з симуляції управління мотоциклом в ігровому світі. Може застосовуватися як для навчання водінню, так і для розваги.

## Класифікація
Варто відзначити, що в англійській мові moto simulator - реалістичний симулятор, racing game - аркадний.

### Аркадні симулятори
- The Cycles: International Grand Prix Racing - (1989, Accolade[en])

### Реалістичні
- Superbike 2000
- Moto Racer 3
- Motocross Madness 2 - додається редактор ландшафту

### Мототріал
- Bike Adventure (Adobe Flash)
- Elasto Mania
- Gravity Defied (Java ME, Android)
- Moto Racer 3
- Bike Zone 2 (Adobe Flash)
- Bike mania 2 (Adobe Flash)
- ATV Extreme (Adobe Flash)
- Moon buggy (Adobe Flash)
- Hardcore Bike (Adobe Flash)
- Moto Trial Fest 2 (Adobe Flash)
- Мототриал: Екстремальний спорт
- Trials Construction Yard
- Мототриал: Екстремальний спорт
- Trials Construction Yard
- RedLynx Trials 2 Second Edition
- Jordi Tarres Trial Master (Java)
- Motocross Trial Extreme (Java)
- Trial Xtreme 1.5 (Android)

### Інші типи класифікацій
- За типом доріг/трас: міські, шосейно-кільцеві, ралійні, по бездоріжжю, вигадані і т. д.
- Інші види геймплею, крім власне водіння: налаштування і тюнінг автомобіля, менеджер гоночної команди, кар'єра гонщика, модераторство і т. д.

## Історія
Перші ігри були на ZX-Spectrum.

## Тенденції
- Підтримка модифікації та розширення ігор.
- Наближення зображення до фотореалізму.
- Перехід від моделі Пацейки (емпірична формула, що описує поведінку автомобільної шини залежно від вектора відведення) до досконаліших механізмів моделювання гоночних шин (якісніше реалізовані замети, облік плоских ділянок, що утворилися від різкого гальмування, залежність зчеплення шин від їх деформації і т. д.).
- Підтримка нестандартних ігрових пристроїв - багатомоніторних систем, ручки прямого перемикання передач, TrackIR.
- Створення онлайн-спільнот сімрейсерів, реалізація інструментарію для ведення онлайн-перегонів (проведення тестових заїздів і кваліфікацій, ручне й автоматичне суддівство, голосування, формування стартової решітки і т. д.)